# あんたの背中
「あんたの背中」（あんたのせなか）は、1976年8月にリリースされた三橋美智也のシングル。

## 解説
- A面・B面ともに一般公募作品であり、スポーツニッポンで連載していたコラム「阿久悠の実戦的作詞講座」[1]で入選したものである。このコラムは翌年に書籍化されており、その中で阿久は「もし故郷がテーマになるならば、心の中に生きているおおらかな故郷を書いてほしい。ほかの歌手ならお笑い種であったり、非現実的であっても、三橋美智也なら許されるのである。」と書いている。
- ジャケットの絵はロッテ「小梅」のキャラクター「小梅ちゃん」などを手がけたイラストレーターの林静一が描いた。

## 収録曲
1. あんたの背中
  - 作詞:福田一三／作曲・編曲:川口真
2. リンゴがお酒になるように
  - 作詞:島田幸一／作曲・編曲:川口真